# مارک سربونی
مارک سربونی (فرانسوی: Marc Cerboni‎; ۲۰ اکتبر ۱۹۵۵ – ۲ دسامبر ۱۹۹۰) شمشیرباز اهل فرانسه بود.
وی در مسابقات کشوری و بین‌المللی در مجموع برندهٔ ۱ مدال برنز شده‌است.